# اینفینیت چلنج
اینفینیت چلنج (انگلیسی: Infinite Challenge؛‏ کره‌ای: 무한도전) یک برنانه تلویزیونی سرگرمی کره جنوبی است که توسط ام‌بی‌سی از سال ۲۰۰۵ تا ۲۰۱۸ پخش شد. بین ۱۳ تا ۱۷ درصد بینندگان تلویزیونی کره‌ای، یکشنبه شب‌ها این برنامه را تماشا می‌کردند.

## میزبانان

### پیشین
- یو جه سوک (آوریل ۲۰۰۵ – مارس ۲۰۱۸)
- پارک میونگ سو (مه – ژوئیه ۲۰۰۵؛ اکتبر ۲۰۰۵ – مارس ۲۰۱۸)
- جونگ جون ها (مارس ۲۰۰۶ – مارس ۲۰۱۸)
- هاها (دسامبر ۲۰۰۵ – مارس ۲۰۰۸؛ مارس ۲۰۱۰ – مارس ۲۰۱۸)
- هوانگ کوانگ هی (آوریل ۲۰۱۵ – مارس ۲۰۱۷)
- جون جین (ژوئیه ۲۰۰۸ – نوامبر ۲۰۰۹)
- نو هونگ چول (آوریل ۲۰۰۵ – نوامبر ۲۰۱۴)
- جونگ هیونگ دون (آوریل ۲۰۰۵ – نوامبر ۲۰۱۵)
- یانگ سه هیونگ (مارس ۲۰۱۷ – مارس ۲۰۱۸)
- جو سه هو (ژانویه – مارس ۲۰۱۸)